# Muhammad Sa’id Ramadan al-Buti
Muhammad Sa’id Ramadan al-Buti (arab. ‏محمد سعيد رمضان البوطي‎, ur. 1929 w Turcji, zm. 21 marca 2013 w Damaszku) – uczony sunnicki, który zginął w wyniku eksplozji bomby podczas wojny domowej w Syrii. Przyczyny i okoliczności jego śmierci pozostają kontrowersyjne.

## Życiorys
Urodził się w religijnej kurdyjskiej rodzinie na terenie wschodniej Turcji przy granicy z Irakiem. W wieku czterech lat, razem z rodziną przeniósł się do Damaszku, aby uniknąć prześladowań ze strony kemalistów. Na terenie Syrii zdobył wykształcenie świeckie, jak i teologiczne w stopniu podstawowym. W 1953 roku uzyskał licencjat, a następnie w 1965 doktorat na uniwersytecie Al-Azhar w Egipcie. Jako wybitny znawca prawa islamskiego pracował w szeregu instytucji, m.in. na Uniwersytecie Damasceńskim. Zasiadał w panelu ekspertów prestiżowych instytucji teologicznych, m.in. w Ammanie, Abu Zabi, czy na Akademii Oksfordzkiej.

## Poglądy
Był zdecydowanym krytykiem terroryzmu i bezsensownej przemocy oraz niezrozumienia koncepcji dżihadu zbrojnego. Potępiał zarówno sekularyzację, marksizm i nacjonalizm, jak i fundamentalistyczne islamskie ruchy reformatorskie takie jak salafizm i wahhabizm. Jest autorem ponad sześćdziesięciu prac o tematyce islamskiej, wliczając polemiki z salafitami i ich fundamentalistycznymi poglądami m.in. Dżihad w Islamie. Jak powinniśmy go rozumieć? Jak powinniśmy go stosować?, Opuszczenie mazhabów - największa bida, która narusza islamski szariat czy As-Salaf, błogosławiona epoka, a nie myśl szkoły prawa. Potępił powstanie islamistów w Syrii, w momencie kiedy większość uczonych sunnickich w kraju przemilczała je bądź jawnie udzielała mu wsparcia. Krytykując opinię saudyjskiego uczonego, w lutym 2011 roku ogłosił fatwę przeciwko praktyce obrzezania kobiet. Miesiąc później potępił wybuch konfliktu w kraju, wzywając demonstrantów aby „nie podążali za nieznanymi źródłami, które wykorzystują meczety do rozpowszechniania chaosu i fitny w Syrii”. Skrytykował także Egipcjanina Jusufa al-Kardawiego, który wezwał do dżihadu w Syrii, stwierdzając, iż „uprawia [on] demagogię, która otwiera drzwi dalszym podziałom”.

## Okoliczności śmierci

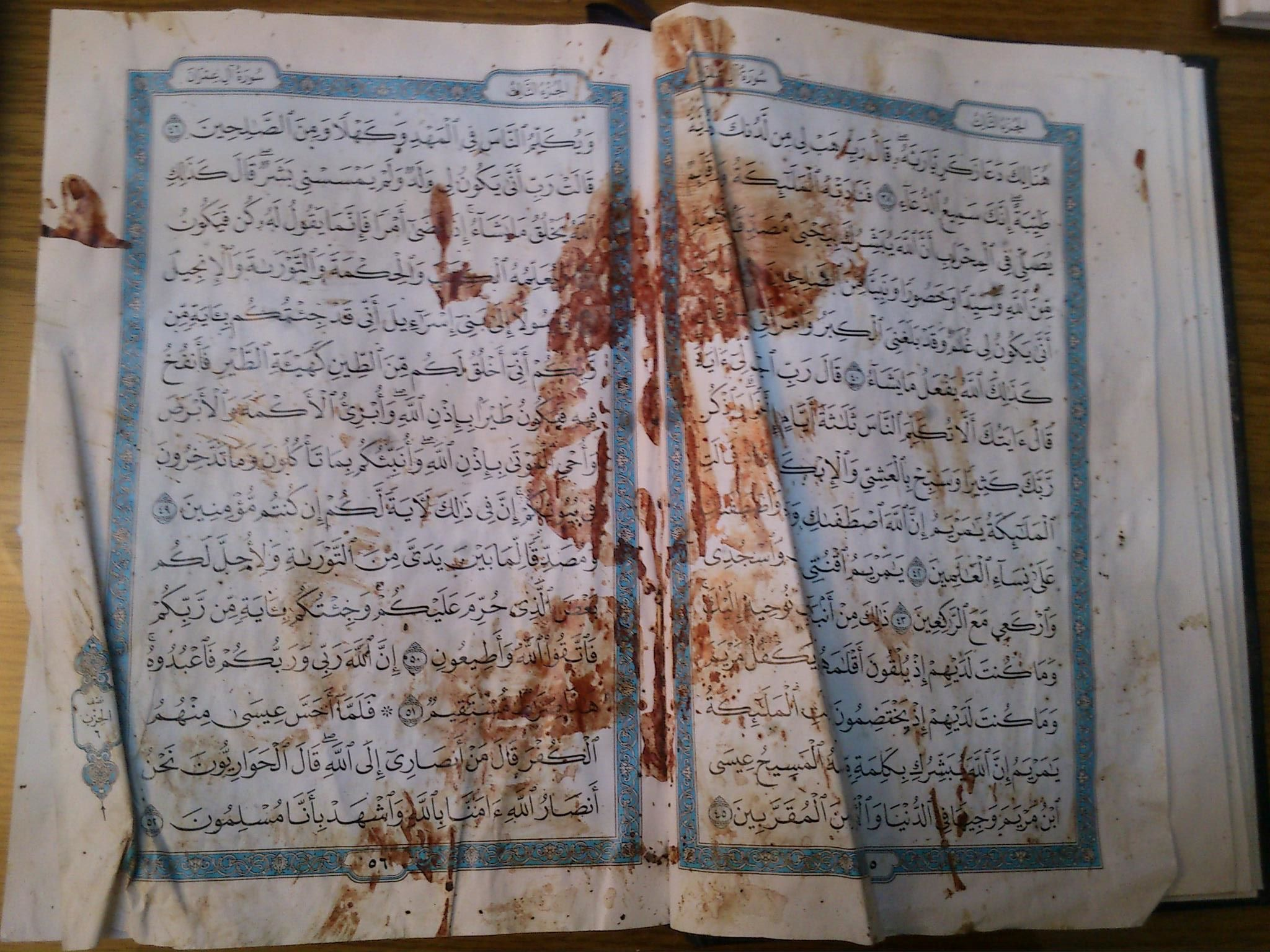
Koran, który był w rękach Al-Butiego podczas zamachu

Przyczyny i okoliczności jego śmierci pozostają kontrowersyjne. Zginął podczas wykładu w jednym z meczetów damasceńskich. Oprócz Al-Butiego, ofiarą zamachu padł także jego wnuk, około 50 studentów, a 90 innych zostało rannych. Rząd syryjski jak i opozycja wzajemnie oskarżyły się o dokonanie zamachu. Syn Al-Butiego, Taufik al-Buti, odrzucił wersję zagranicznych mediów, jak i opozycji, stwierdzając iż jego ojciec zginął z rąk zamachowca samobójcy który był zwolennikiem opozycji. Muhammad al-Buti został pochowany w meczecie Umajjadów, w pochówku wzięły udział tysiące ludzi.